# Tamenglong (Distrikt)
Der Distrikt Tamenglong ist ein Distrikt im indischen Bundesstaat Manipur. Verwaltungssitz ist die namensgebende Stadt Tamenglong.

## Geografie
Der Distrikt Tamenglong liegt im Westen Manipurs. Die Fläche des Distrikts beträgt seit der Abspaltung des Distrikts Noney noch 3315 Quadratkilometer. Weite Teile des Distrikts sind Bergland und werden von zahlreichen Flüssen und Bächen entwässert. Mehrere Bergspitzen liegen mehr als 2000 Meter über dem Meeresspiegel (Laikot 2832, Koubru 2561, Sintongbung 2437, Chabamlong 2093, Thingdoi 2080 Meter über Meer). Ganze 88 Prozent des Distrikts sind von Wald bedeckt. Zum Teil von immergrünen Wäldern. Im Sommer erreichen die Tagestemperaturen 26 bis 36 Grad. Wegen der Höhenlage sinken die Temperaturen in den kälteren Monaten nachts auf 0 bis 11 Grad. Die Regenmenge ist sehr unterschiedlich und schwankt von 813 mm bis 3400 mm pro Jahr.
Nachbardistrikte sind Senapati im Norden und Nordosten, Kangpokpi im Osten, Noney im Süden sowie Jiribam im Südwesten. Im Westen grenzt Tamenglong an den Bundesstaat Assam, im Norden an den Bundesstaat Nagaland.

## Geschichte
Im späten 19. Jahrhundert eroberten die Briten die Region und das Gebiet wurde Teil von Manipur innerhalb Bengalens. Im Zweiten Weltkrieg lag er nahe der Front zwischen Briten und Japanern. Nach der indischen Unabhängigkeit vollzog Manipur 1949 den Anschluss an Indien. Der Distrikt entstand am 12. November 1969 durch die Teilung des Territoriums Manipur in fünf Distrikte. Vom 12. November 1969 bis zum 15. Juli 1983 trug der heutige Distrikt den Namen Manipur West. Am 6. Dezember 2016 wurde der südliche Teil des Distrikts abgetrennt. Daraus entstand der neue Distrikt Noney.

## Bevölkerung

### Übersicht
Nach der Volkszählung 2011 hat der Distrikt Tamenglong 103.980 Einwohner. Bei 31 Einwohnern pro Quadratkilometer ist der Distrikt nur dünn besiedelt und hat einen durchschnittlichen Alphabetisierungsgrad. Der Distrikt Tamenglong gehört zu den Gebieten Manipurs, die mehrheitlich von Angehörigen der anerkannten Stammesgemeinschaften (scheduled tribes) besiedelt sind.

### Bevölkerungsentwicklung
Wie überall in Indien wächst die Einwohnerzahl im Distrikt Tamenglong seit Jahrzehnten stark an. Die Zunahme betrug in den Jahren 2001–2011 rund 29 Prozent (28,75 %). In diesen zehn Jahren nahm die Bevölkerung um rund 23.200 Menschen zu. Die genauen Zahlen verdeutlicht folgende Tabelle:

### Bedeutende Orte
Im Distrikt gibt es nur eine einzige städtische Siedlung. Dies ist der Bezirkshauptort Tamenglong, eine Kleinstadt mit 19.363 Einwohnern. Die städtische Bevölkerung macht nur 18,62 Prozent der gesamten Bevölkerung aus.

### Bevölkerung des Distrikts nach Geschlecht
Der Distrikt hatte immer mehr männliche wie weibliche Einwohner. Dies ist typisch für weite Gebiete Indiens. Die Verteilung der Geschlechter sieht wie folgt aus:
| Verteilung der Bevölkerung nach Geschlecht im Distrikt Tamenglong |                   |                   |                   |                   |                   |                   |                   |                   |                   |                   |
|                                                                   | Volkszählung 1971 | Volkszählung 1971 | Volkszählung 1981 | Volkszählung 1981 | Volkszählung 1991 | Volkszählung 1991 | Volkszählung 2001 | Volkszählung 2001 | Volkszählung 2011 | Volkszählung 2011 |
| Anzahl                                                            | Anteil            | Anzahl            | Anteil            | Anzahl            | Anteil            | Anzahl            | Anteil            | Anzahl            | Anteil            |                   |
| GESAMT                                                            | 30.648            | 100 %             | 43.063            | 100 %             | 60.975            | 100 %             | 80.762            | 100 %             | 103.980           | 100 %             |
| Männer                                                            | 15.388            | 50,21 %           | 21.774            | 50,56 %           | 31.544            | 51,73 %           | 41.993            | 52,00 %           | 53.454            | 51,41 %           |
| Frauen                                                            | 15.260            | 49,79 %           | 21.289            | 49,44 %           | 29.431            | 48,27 %           | 38.769            | 48,00 %           | 50.526            | 48,59 %           |

### Volksgruppen
In Indien teilt man die Bevölkerung in die drei Kategorien general population, scheduled castes und scheduled tribes ein. Die scheduled castes (anerkannte Kasten) mit (2011) 16 Menschen (0,02 Prozent der Bevölkerung) werden heutzutage Dalit genannt (früher auch abschätzig Unberührbare betitelt). Die scheduled tribes sind die anerkannten Stammesgemeinschaften mit (2011) 100.759 Menschen (96,90 Prozent der Bevölkerung), die sich selber als Adivasi bezeichnen. Zu ihnen gehören in Manipur 33 Volksgruppen. Aufgrund der Sprache (Zahlen für die Volksgruppen sind nur bis Distriktshöhe veröffentlicht) sind die Kabui, Liangmei, Zemi, Thado, Kuki und Dogri die wichtigsten Gruppen innerhalb des heutigen Distrikts.

### Bevölkerung des Distrikts nach Sprachen
Fast die ganze Bevölkerung des Distrikts Tamenglong spricht eine tibetobirmanische Sprache. Die beiden weitverbreitetsten Sprachgruppen sind Kabui (51.125 Personen oder 49,17 % der Distriktsbevölkerung; Sprachen Rongmei und Kabui) und Liangmei (32.846 Personen oder 31,59 % der Distriktsbevölkerung). Weitere bedeutende Minderheitssprachen sind Zemi, Thado und Kuki.
Kabui dominiert in der Subdivision Tamenglong (40.678 Personen oder 84,43 % der dortigen Einwohnerschaft). Wobei Rongmei mit 31.157 Sprechenden (64,67 %) deutlich häufiger als Muttersprache angegeben wird als Kabui. Auch in der Subdivision Tamenglong West ist Kabui weit verbreitet (29,11 % Rongmei und 4,75 % Kabui). In der Subdivision Tamenglong North ist sie Kabui eine kleine Minderheit. Dort ist Liangmei mit 24.643 Muttersprachlern (88,55 % der dortigen Einwohnerschaft) vorherrschend. In den beiden anderen Subdivisionen liegt der Anteil von Liangmei knapp über zehn Prozent. Zemi (10.020 Personen oder 36,12 % der Bevölkerung) und Thado (3472 Personen oder 12,52 % der Bevölkerung) haben ihre Hochburg in der Subdivision Tamenglong West. Die Verteilung der Einzelsprachen sieht wie folgt aus:
| Jahr                                   | Rongmei | Rongmei | Liangmei | Liangmei | Zemi   | Zemi    | Kabui  | Kabui   | Thado | Thado  | Kuki | Kuki   | Dogri | Dogri  | Gesamt  | Gesamt   |
| Jahr                                   | Zahl    | %       | Zahl     | %        | Zahl   | %       | Zahl   | %       | Zahl  | %      | Zahl | %      | Zahl  | %      | Zahl    | %        |
| -------------------------------------- | ------- | ------- | -------- | -------- | ------ | ------- | ------ | ------- | ----- | ------ | ---- | ------ | ----- | ------ | ------- | -------- |
| 2011                                   | 40.280  | 38,74 % | 31.643   | 30,43 %  | 11.179 | 10,75 % | 10.845 | 10,43 % | 4186  | 4,03 % | 1403 | 1,35 % | 810   | 0,78 % | 103.980 | 100,00 % |
| Quelle: Ergebnis der Volkszählung 2011 |         |         |          |          |        |         |        |         |       |        |      |        |       |        |         |          |

### Bevölkerung des Distrikts nach Bekenntnissen
Die Bewohner bekennen sich fast vollständig zum Christentum. Eine kleine Minderheit bilden die Hindus in den Subdivisionen Tamenglong und Tamenglong North. Seit der Unabhängigkeit Indiens traten fast alle Stammesangehörige (scheduled tribes) zum Christentum über. Die genaue religiöse Zusammensetzung der Bevölkerung zeigt folgende Tabelle:
| Jahr                                   | Buddhisten | Buddhisten | Christen | Christen | Hindus | Hindus | Jainas | Jainas | Muslime | Muslime | Sikhs | Sikhs  | Andere | Andere | keine Angaben | keine Angaben | Gesamt  | Gesamt   |
| Jahr                                   | Zahl       | %          | Zahl     | %        | Zahl   | %      | Zahl   | %      | Zahl    | %       | Zahl  | %      | Zahl   | %      | Zahl          | %             | Zahl    | %        |
| -------------------------------------- | ---------- | ---------- | -------- | -------- | ------ | ------ | ------ | ------ | ------- | ------- | ----- | ------ | ------ | ------ | ------------- | ------------- | ------- | -------- |
| 2011                                   | 377        | 0,36 %     | 99.741   | 95,92 %  | 2276   | 2,19 % | 44     | 0,04 % | 432     | 0,42 %  | 46    | 0,04 % | 488    | 0,47 % | 576           | 0,55 %        | 103.980 | 100,00 % |
| Quelle: Ergebnis der Volkszählung 2011 |            |            |          |          |        |        |        |        |         |         |       |        |        |        |               |               |         |          |

## Bildung
Trotz bedeutender Anstrengungen ist das Ziel der vollständigen Alphabetisierung noch weit entfernt. Der Alphabetisierungsgrad ist für den Bundesstaat Manipur vergleichsweise tief. Er schwankt zwischen 60,43 % in der Subdivision Tamenglong West und 74,37 % in der Subdivision Tamenglong. Typisch für Indien sind die Unterschiede zwischen den Geschlechtern und den Stadtbewohnern und der Landbevölkerung. So sind nur 6 von 10 Frauen auf dem Land, aber 9 von 10 männlichen Stadtbewohnern alphabetisiert.
| Alphabetisierung im Distrikt Tamenglong |                   |                   |
| Einheit                                 | Volkszählung 2011 | Volkszählung 2011 |
| Einheit                                 | Anzahl            | Anteil            |
| GESAMT                                  | 63.008            | 69,77 %           |
| Männer                                  | 34.993            | 75,48 %           |
| Frauen                                  | 28.015            | 65,74 %           |
| STADT GESAMT                            | 14.504            | 86,95 %           |
| Stadt-Männer                            | 7674              | 90,64 %           |
| Stadt-Frauen                            | 6830              | 83,15 %           |
| LAND GESAMT                             | 48.504            | 65,87 %           |
| Land-Männer                             | 27.319            | 72,10 %           |
| Land-Frauen                             | 21.185            | 59,28 %           |
| Quelle: Ergebnis der Volkszählung 2011  |                   |                   |

## Verwaltung
Seit 1971 ist der heutige Distrikt in die drei Subdivisionen Tamenglong, Tamenglong North (auch Tamei genannt) und Tamenglong West (auch Tousem genannt) unterteilt.